# 大塔站 (日本)

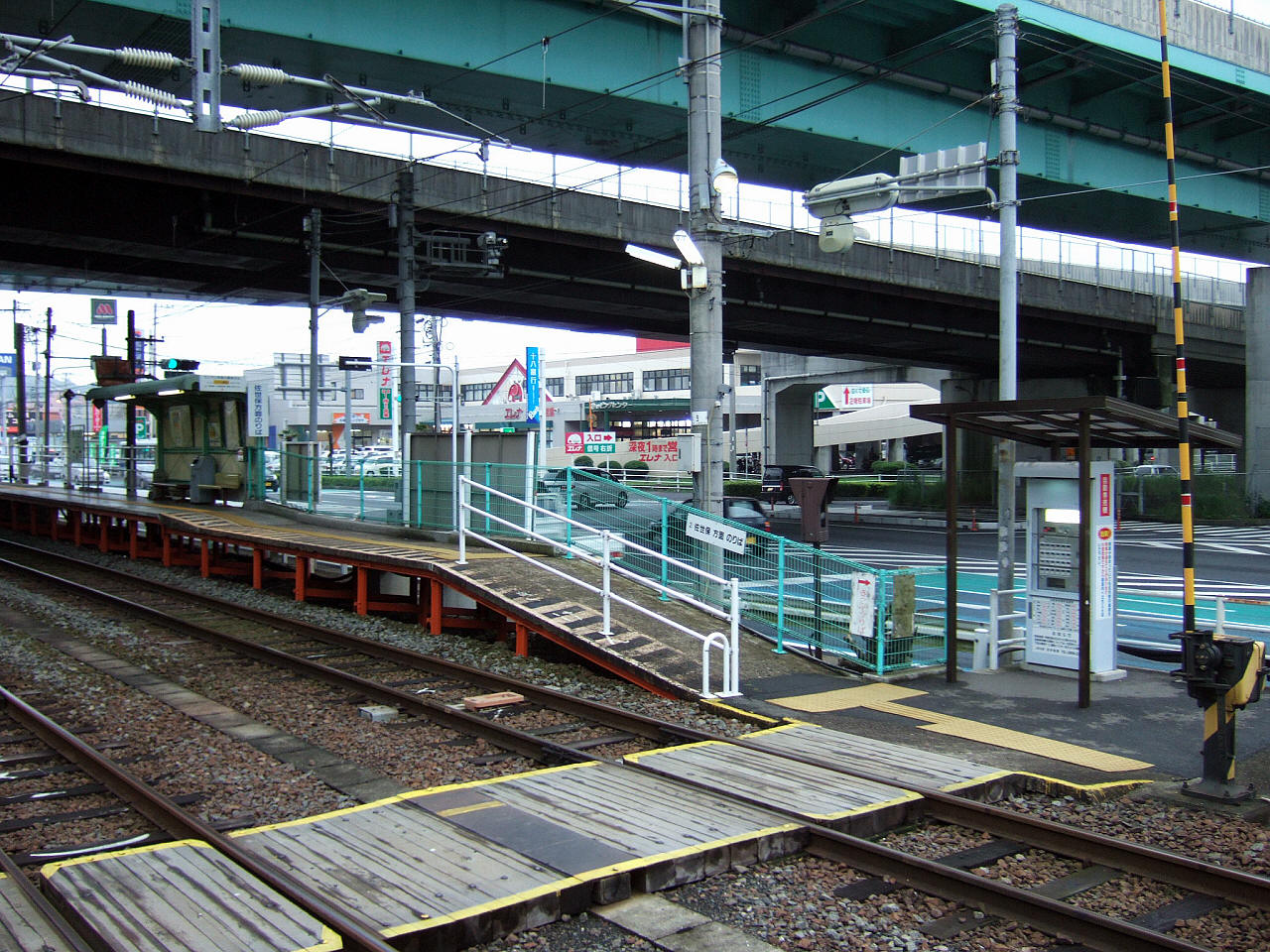
一部分佐世保方向月台
（上方為西九州自動車道高架橋）

大塔站（日语：／ Daitō eki */?）是位於長崎縣佐世保市大塔町，是九州旅客鐵道（JR九州）的佐世保線車站。
本站雖然編入於佐世保線，但現時提供的大部份班次，都是駛至早岐站後直通大村線及長崎本線至長崎，只有上午的三個班次才有行駛整條佐世保線至江北或鳥棲的直通列車。

## 車站構造
車站與國道35號並行，同時又位於西九州自動車道（國道497號）高架橋的下方。現時採用簡易車站模式，不設有站房，但相信過往曾在靠向山坡一方設有站房。而該方的月台亦稱為1號月台，與一般月台編號命名方式相同。
縱然沒有站房，但在1號月台前往的橋下，設有一座單層水泥建成的繼電房，月台旁邊另有一座細小的水泥建成儲物室。
月台之間內平交道連接。各月台上均設有候車室，並在2號月台附近設有自動售票機。

### 月台
採用千鳥式設計的側式月台2個，長度超過140米，有效長度為達7輛。月台上並沒有標示月台編號，只是在月台出入口上標示「佐世保方向」及「早岐、豪斯登堡方向」，但是在車站上的發車時間表上，則會標示往早岐和長崎的列車為1號月台；往佐世保的列車為2號月台。
| 月台 | 路線      | 上下行 | 方向                                                       | 備註 |
| ---- | --------- | ------ | ---------------------------------------------------------- | ---- |
| 1    | ■佐世保線 | 上行   | 早岐、經■長崎本線往鳥棲方向 經■大村線及■長崎本線往長崎方向 |      |
| 2    | ■佐世保線 | 下行   | 佐世保方向                                                 |      |

## 歷史
- 1942年9月30日：大塔信號站啟用。
- 1945年5月15日：從信號站升級至車站。大塔站啟用。
- 1971年10月20日：降為無人車站。
- 1987年4月1日：隨國鐵分割民營化，車站由九州旅客鐵道（JR九州）營運[1]。
- 2024年10月3日：開始支援SUGOCA付款，並加設對應IC卡出、入閘的讀寫器[2]。

## 使用狀況
以下是本車站的每日平均乘車人數統計：
| 乘車人次變化 | 乘車人次變化 | 乘車人次變化 |
| 年度         | 1日平均人次  | 出處         |
| ------------ | ------------ | ------------ |
| 2000         | 224          |              |
| 2001         | 248          |              |
| 2002         | 315          |              |
| 2003         | 338          |              |
| 2004         | 328          |              |
| 2005         | 356          |              |
| 2006         | 365          |              |
| 2007         |              |              |
| 2008         |              |              |
| 2009         |              |              |
| 2010         | 430          |              |
|              |              |              |
| 2016         | 523          | [ 統計 1 ]   |
| 2017         | 525          | [ 統計 2 ]   |
| 2018         | 524          | [ 統計 3 ]   |
| 2019         | 504          | [ 統計 4 ]   |
| 2020         | 413          | [ 統計 5 ]   |
| 2021         | 416          | [ 統計 6 ]   |
| 2022         | 467          | [ 統計 7 ]   |
| 2023         | 504          | [ 統計 8 ]   |

## 相鄰車站
九州旅客鐵道（JR九州）
■佐世保線
早岐－大塔－日宇
■大村線（佐世保站至早岐站之間為佐世保線）
■快速「Sea Side Liner」、■區間快速「Sea Side Liner」、■普通
日宇－大塔－早岐

### 統計資料
1. ↑   (PDF). 九州旅客鐵道. 2017-07-31  [2018-05-19]. （原始内容 (PDF)存档于2017-08-01） （日语）.
2. ↑   (PDF). 九州旅客鐵道.   [2019-03-10]. （原始内容 (PDF)存档于2019-07-06） （日语）.
3. ↑   (PDF). 九州旅客鉄道.   [2020-05-27]. （原始内容存档 (PDF)于2019-12-06） （日语）.
4. ↑   (PDF). 九州旅客鉄道.   [2020-12-25]. （原始内容存档 (PDF)于2020-08-24）.
5. ↑  JR九州駅別乗車人員上位300駅（2020年度） （页面存档备份，存于），第3頁。
6. ↑   (PDF). 九州旅客鉄道.   [2022-08-26]. （原始内容 (PDF)存档于2022-08-26） （日语）.
7. ↑  JR九州駅別乗車人員上位300駅（2022年度） （页面存档备份，存于） ，第3頁。
8. ↑   (PDF).   [2023-11-28]. （原始内容存档 (PDF)于2024-08-31）.

## 外部連結
- JR九州大塔站 （页面存档备份，存于）（日語）